# Fuerzas Armadas de Rusia
Las Fuerzas Armadas de la Federación de Rusia (en ruso: Вооружённые силы Российской Федерации, tr.: Vooruzhónniye sily Rossíyskoy Federátsii) es el poder militar de Rusia, establecido en 1992 tras la desintegración de la Unión Soviética. El sitio especializado Global Firepower las considera como la segunda fuerza militar más poderosa del mundo por detrás de las Fuerzas Armadas de los Estados Unidos en 2023.
El Comandante en Jefe de las Fuerzas Armadas es el presidente de Rusia (actualmente Vladímir Putin), y el Ministerio de Defensa sirve como cuerpo administrativo de estas.

## Organización
Las Fuerzas Armadas de la Federación Rusa tienen tres ramas principales:
- Fuerzas Terrestres
- Armada
- Fuerzas Aeroespaciales

Además, hay dos cuerpos independientes de las tres ramas anteriores:
- Tropas Aerotransportadas
- Tropas de Misiles  Estratégicos

A nivel territorial las Fuerzas Armadas de la Federación Rusa se distribuyen a lo largo de cuatro distritos militares y la Flota del Norte, que tiene su propio territorio:
| Emblema | Distrito militar                                 | Mando                                            | Cuartel General |
| ------- | ------------------------------------------------ | ------------------------------------------------ | --------------- |
|         | Distrito Militar Occidental                      | Mando Estratégico Conjunto Occidental            | San Petersburgo |
|         | Distrito Militar Meridional                      | Mando Estratégico Conjunto Meridional            | Rostov del Don  |
|         | Distrito Militar Central                         | Mando Estratégico Conjunto Central               | Ekaterimburgo   |
|         | Distrito Militar Oriental                        | Mando Estratégico Conjunto Oriental              | Jabárovsk       |
|         | Mando Estratégico Conjunto de la Flota del Norte | Mando Estratégico Conjunto de la Flota del Norte | Severomorsk     |

Distritos militares de Rusia:
Distrito Militar Occidental
Distrito Militar Meridional
Distrito Militar Central
Distrito Militar Oriental
Flota del Norte

Por su parte, la Armada de Rusia se distribuye en cuatro flotas y una flotilla:
| Emblema | Flota               | Mando                                            | Cuartel General |
| ------- | ------------------- | ------------------------------------------------ | --------------- |
|         | Flota del Norte     | Mando Estratégico Conjunto de la Flota del Norte | Severomorsk     |
|         | Flota del Báltico   | Mando Estratégico Conjunto Occidental            | Kaliningrado    |
|         | Flota del Pacífico  | Mando Estratégico Conjunto Oriental              | Vladivostok     |
|         | Flota del Mar Negro | Mando Estratégico Conjunto Meridional            | Sevatopol       |
|         | Flotilla del Caspio | Mando Estratégico Conjunto Meridional            | Astracán        |

## Historia
La República Socialista Federativa Soviética de Rusia, al igual que todas las repúblicas soviéticas, tenían sus propias Fuerzas Armadas (Constitución Soviética de 1936. Artículo 18.— El territorio de las repúblicas federadas no puede ser modificado sin su consentimiento. b) Cada república federada tiene sus propias formaciones militares), manteniendo las Fuerzas Armadas de la URSS.
Después de la disolución de la Unión Soviética hubo intentos de conservar en la Comunidad de Estados Independientes Fuerzas Armadas únicas, pero el resultado fue la división entre las distintas repúblicas. Las Fuerzas Armadas de la Federación de Rusia fueron formadas el 7 de mayo de 1992, por el decreto del Presidente de Rusia Borís Yeltsin, como sucesor del Ejército Rojo de RSFS de Rusia.

### Actividades bélicas más significativas
Las Fuerzas del Estado Ruso participaron en la contención de una serie de conflictos armados en el territorio de la antigua Unión Soviética: Conflicto de Transnistria, guerra de Abjasia, conflicto en Osetia del Sur, en la guerra de Alto Karabaj y en la crisis de Crimea de 2014, como así también el respaldo militar a los separatistas prorrusos interviniendo en la guerra civil en el este de Ucrania, aunque desmentido por la misma Rusia. 
En 2015 interviene en la guerra contra el Estado Islámico y en la guerra civil siria a petición del presidente sirio Bashar Al Assad en la denominada intervención rusa en la guerra civil siria.
Durante el comienzo la Guerra Civil en Tayikistán una división permaneció en dicha región.
En el territorio de la propia Federación Rusa, las Fuerzas Armadas participaron en el conflicto de Osetia del Norte y especialmente durante la primera y segunda guerra chechena.
El 24 de febrero de 2022 comenzó la invasión rusa de Ucrania de 2022. Días antes Putin reconoció las provincias de Donetsk y Lugansk y envió tropas en preparación para la invasión, territorios que se encontraban ya bajo control efectivo de Rusia.
En 2023, Rusia planea la construcción de 6 mil variantes de Shahed-136 (un dron suicida de tamaño medio) con la ayuda del gobierno de Irán a falta de misiles de precisión. El dron puede transportar una carga explosiva de 53 kilos.

## Inversión en defensa
En contraste con la severa crisis financiera de la década de 1990, durante los últimos años la situación económica ha permitido mejorar la situación de las Fuerzas Armadas. Destaca el programa estatal para el desarrollo de los armamentos 2007–2015, que prevé un gasto de 4 939 400 000 000 de rublos (133 100 949 335 euros), entre dichos años, en la adquisición y desarrollo de tecnología militar para las Fuerzas Armadas de Rusia.
En cuanto a su fuerza bélica, Rusia es el país con más tanques en el mundo con 12 420 de estos antes de la guerra de Ucrania y que son parte de sus 30 122 vehículos blindados. Además de tener un portaviones operativo llamado Almirante Kuznetsov. En su armada cuenta con 6 submarinos nucleares. En cuanto a su número operativo total de submarinos es de 58.   En el número de aviones a disposición del Ejército ruso era cercano a 4300.
| Gráfica de evolución presupuesto en millones de dólares de Fuerzas Armadas de Rusia entre 2006 y 2017 |
| |
| - Elaboración gráfica por Wikipedia                                                                   |